# Archaeocyon leptodus
Archaeocyon leptodus is een fossiel roofdier uit de Borophaginae. Hij is bekend van het Whitneyan van Nebraska en Wyoming, het Vroeg-Arikareean van Nebraska, Wyoming, Montana, North Dakota en South Dakota en het Midden-Arikareean van Wyoming. Tot de analyse van Wang et al. (1999) was A. leptodus een onduidelijke soort waar weinig van bekend was, maar zij vonden grote hoeveelheden materiaal die de soort vertegenwoordigen. Hij lijkt zeer sterk op Rhizocyon oregonensis; ze zijn nauwelijks van elkaar te onderscheiden.
Archaeocyon pavidus · Archaeocyon leptodus · Archaeocyon falkenbachi